# جون نيوتن دود
جون نيوتن دود (بالإنجليزية: John Newton Dodd)‏ هو فيزيائي نيوزيلندي، ولد في 19 أبريل 1922 في هاستينجس في نيوزيلندا، وتوفي في 20 مايو 2005 في دنيدن في نيوزيلندا.